# Секст Амарций Галл Пиосистрат
Секст Амарций — средневековый поэт, автор сборника «Сатир» или «Бесед» (Sermones).

## Биография
О жизни поэта известно крайне мало. Гуго Тримбергский (ок. 1230—1313) указывает, что Амарций родился в окрестностях Цюриха недалеко от Альп («Turiaca provincia secus Alpes»). Современные ученые также полагают, что Амарций был германцем: на это, помимо свидетельства Гуго, указывают многочисленные упоминания германских народов и географических объектов в «Сатирах». Короткое описание воздуха в Шпайере из третьей книги «Сатир» позволили исследователям предположить, что Амарций был связан каким-то образом с этим городом. Рассказ о голоде в Шпайере связан с восхвалением императора Священной Римской империи Генриха III, на чье правление действительно пришелся год сильного голода (1043), унесший множество жизней.
Общепринятым считается и то, что Амарций был служителем церкви, скорее всего, монахом. Впечатляющие знания Амарция о лечебных свойствах различных растений позволили его первому издателю, Максу Маницию, высказать догадку, что автор «Сатир» был врачом. Тем не менее, других доказательств этому нет, а сведения о целебных травах Амарций мог почерпнуть из рукописей по медицине, которые были довольно широко распространены в средневековых монастырях.
Имя поэта — несомненно, псевдоним, что в целом соответствует духу жанра сатиры. Полная версия имени приведена уже упомянутым Гуго Тримбергским. «Секст» могло указывать на то, что поэт видел себя последователем Квинта Горация («Квинт» по-латински значит «пятый», «Секст» — «шестой»). «Амарций» могло отсылать к amarus, то есть «горький», «едкий», что связывалось с общей интонацией «Сатир». Карл Маниций, последний издатель «Сатир», связывает эту часть имени с греческим (h)amartia («ошибка», «грех»), и отмечает, что Пруденций, излюбленный автор Амарция, назвал одну из своих полемических поэм «Гамартигения» (Hamartigenia), «О происхождении грехов».

## Творчество
Сборник «Сатир» состоит из четырех книг (2684 стихотворные строки). Книга I (573 строки) начинается с небольшого послания, написанного элегическим дистихом, к Кандиду Теофистию Алхиму (Candidus Theophystius Alchimus), который был когда-то учителем Амарция. Оставшаяся часть книги I написана гекзаметром; основные ее темы — жалобы на моральный упадок в мире, власть денег над долгом и добродетелью, царящие в обществе пороки: похоть, гордыня, страсть к роскоши и излишествам, зависть.
Книга II (674 строки) направлена против иудеев, отказывающихся признать Иисуса Мессией. Амарций подкрепляет свою позицию пассажами из Ветхого и Нового Заветов и поднимает тему воплощения Бога в Христе.
Самая длинная из всех — книга III. В первом ее разделе он призывает читателя к умеренности и прославляет примеры щедрости и милосердия: святого Лаврентия и Генриха III. Второй раздел порицает похоть и предлагает традиционные монашеские способы борьбы с ней: пост, избегание праздности, молитва. В качестве примеров здесь — история о целомудренном монахе, заимствованная из сочинений святого Иеронима, и о непорочной девушке, спасенной львицей от ее преследователей. В третьем разделе Амарций противопоставляет гордыню и смирение; воплощением смирения становится святой Макарий.